# Пышков, Дмитрий Игоревич
Дмитрий Игоревич Пышков (род. 8 августа 1986 года в Луганске) — украинский спортсмен, греко-римский борец, мастер спорта Украины международного класса. 

## Биография
Родился 8 августа 1986 года, отец был музыкантом (умер в 2000 году), а мать — асфальтоукладчицей, крановщицей; в семье пятеро детей. Младший брат Дмитрия, Евгений Пышков так же занимается греко-римской борьбой в весовой категории до 75 кг и является мастером спорта международного класса,  чемпионом Украины, чемпионом и призёром международных соревнований, участник чемпионата Европы и чемпионата мира.
Первый тренер — Валерий Рассоха, в дальнейшем — Александр Воюшин, Рустам Аджи. Представляет Луганскую областную организацию физкультурно-спортивного общества «Динамо».
Чемпион Европы среди юниоров — 2005 и 2006 года, обладатель Кубка мира 2007 года. Победитель III Всеукраинских летних спортивных игр, чемпион и обладатель Кубка Украины 2007 года. Должен был поехать на чемпионат мира, но выбыл из строя, сломав запястье на тренировке. Завоевал бронзу на чемпионате Европы 2010. На тестовом предолимпийском турнире, в декабре 2011 года в Лондоне, завоевал серебряную медаль в весе до 74 кг. В сентябре 2012 — победитель Гран-при по греко-римской борьбе в Баку в весе до 74 кг. 16 июля 2013 года на Летней Универсиаде в Казани в весовой категории до 74 кг завоевал бронзу, победив в схватке поляка Аркадиуша Кулинича — 5:0, был награждён медалью «За труд и доблесть». В июне 2015 года завоевал бронзовую награду на Европейских играх, победив Паскаля Айселя со счётом 3:1.